# The Lizzie McGuire Movie
The Lizzie McGuire Movie (bra: Lizzie McGuire - Um Sonho Popstar; prt: Amores de Verão) é um filme norte-americano de 2003, produzido pela Walt Disney Pictures, e baseado no seriado de sucesso do Disney Channel, Lizzie McGuire. Assim como a série, o filme foi estrelado por Hilary Duff, e todos os atores do programa reprisaram seus personagens, exceto Lalaine (Miranda Sanchez), que deixou a série no final da segunda temporada.
O longa-metragem estreou nos cinemas dos Estados Unidos em 2 de maio de 2003, ficando em segundo lugar nas bilheterias. Em Portugal teve seu lançamento em 1 de agosto.

## Elenco
- Hilary Duff como Elizabeth "Lizzie" Brooke McGuire/Isabella Parigi
- Adam Lamberg como David "Gordo" Gordon
- Robert Carradine como Sam McGuire
- Hallie Todd como Jo McGuire
- Jake Thomas como Matthew "Matt" McGuire
- Yani Gellman como Paolo Valisari
- Alex Borstein como Sra. Angela Ungermeyer
- Clayton Snyder como Ethan Craft
- Ashlie Brillault como Katherine "Kate" Sanders
- Brendan Kelly como Sergei
- Carly Schroeder como Melina Bianco
- Haylie Duff dubla Isabella Parigi
- Daniel R. Escobar como Sr. Escobar
- Jody Raicot como Giorgio
- Terra MacLeod como Franca DiMontecatini
- Claude Knowlton como rapaz da mesa de som

## Recepção

### Critica
O filme teve uma recepção mista por parte da crítica. No Rotten Tomatoes teve 98 avaliações, dando um índice de aprovação geral de 41%. O consenso do site afirmou que era um "inofensivo filme da Disney que devera satisfazer os fãs do programa de TV". Scott Brown, da Entertainment Weekly, deu ao filme um B +.

### Bilheteria
O filme estreou em 2.825 cinemas nos Estados Unidos e no Canadá, arrecadando 17.338.755 de dólares em seu primeiro final de semana, superando a expectativa do estúdio, que era de 16 milhões, e ficando em segundo lugar nas bilheterias, atrás do filme X-Men 2. Lizzie McGuire arrecadou 42.734.455 de dólares nos Estados Unidos e 12,8 milhões internacionalmente, tendo um lucro total de 55.534.455 de dólares.

## Trilha sonora
A trilha sonora do filme foi lançada em 22 de abril de 2003 pela gravadora Walt Disney Records. No Canadá o álbum foi certificado com platina, pela CRIA, pelas vendas de 100 mil cópias no país. Nos Estados Unidos recebeu uma certificação dupla de platina da RIAA, vendendo 2 milhões de cópias.

## Prêmios e Indicações
| Ano  | Premiação                      | Categoria                                 | Nominado                  | Resultado |
| ---- | ------------------------------ | ----------------------------------------- | ------------------------- | --------- |
| 2003 | Teen Choice Award              | Choice Movie - Comedy                     | Lizzie McGuire: The Movie | Indicado  |
| 2003 | Teen Choice Award              | Choice Movie Breakout Star - Female       | Hilary Duff               | Venceu    |
| 2003 | Teen Choice Award              | Choice Movie Actress - Comedy             | Hilary Duff               | Indicado  |
| 2004 | Kids' Choice Awards, Austrália | Favorite Movie Star                       | Hilary Duff               | Venceu    |
| 2004 | Leo Awards                     | Feature-Length Drama: Best Visual Effects | Equipe de Efeitos Visuais | Indicado  |